# Szilveszter Liszkai

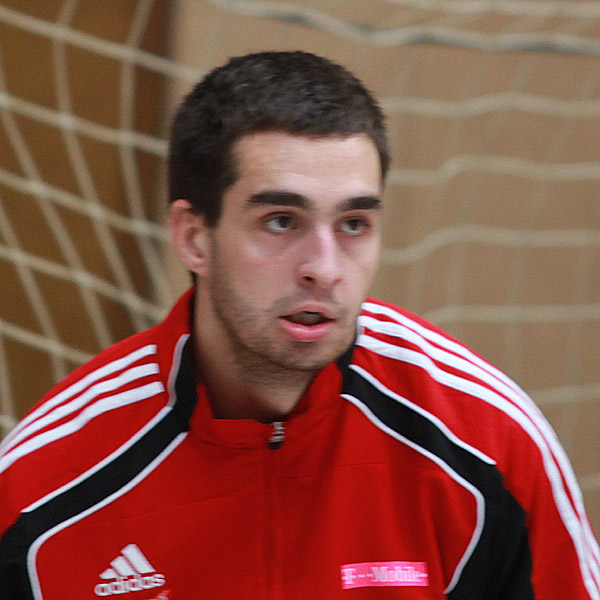
Szilveszter Liszkai am 14. August 2010 beim Schlecker Cup

Szilveszter Liszkai [ˈsilvɛstɛr ˈliskɒ.i] (* 1. März 1987) ist ein ungarischer Handballtorwart.
Der 1,99 Meter große und 103 Kilogramm schwere Torhüter steht seit 2017 beim luxemburgischen Verein HC Berchem unter Vertrag. Davor spielte er beim französischen Verein Tremblay-en-France Handball und beim rumänischen Verein Stiinta Municipal Dedeman Bacau. Zuvor spielte er zwei Jahre bei KC Veszprém, mit dem er 2011 und 2012 Meisterschaft und Pokal gewann. Zwischenzeitlich spielte er ein Jahr in Pick Szeged. Zuvor spielte er ebenfalls bei KC Veszprém. Mit diesen beiden Vereinen nahm er in den Spielzeiten 2004/05, 2005/06, 2006/07, 2008/09 und 2009/10 an der EHF Champions League teil.
Szilveszter Liszkai bestritt bisher insgesamt 30 Länderspiele für die ungarische Nationalmannschaft; er stand im Aufgebot Ungarns für die Europameisterschaft 2010.